# Ex aequo et bono
Ex æquo et bono (łac. „Według tego co słuszne i dobre”) – określenie odnoszące się do wyroku opartego na ogólnych zasadach sprawiedliwości, a nie na przepisach prawnych.